# Urban Terror
Urban Terror（アーバンテラー、通称: UrT）は、FrozenSandによって開発されたフリーウェアのマルチプレイヤーファーストパーソン・シューティングゲーム (FPS) である。元々は、id SoftwareのQuake 3 Arenaのトータルコンバージョンであり、ioquake3をエンジンとして利用したフリーのスタンドアローン・ゲームとして、FrozenSandが2007年にリリースした。ioquake3プロジェクトは、GPLライセンスに基づいたid Softwareのid Tech 3エンジンを使用しているが、Urban Terrorのリソースやコードはクローズソースである。
Urban Terrorは2007年に、Mod DBのMod of the Year Awardにノミネートされた。

## 歴史
Urban TerrorはQuake III Arena向けのマップパックとして1998年に開始され、リアルな世界を模倣したプレイ環境が特徴とされた。これがきっかけとなり、Action Quake 2に類似した、リアルな武器とプレイ要素を取り込んだ、完全なトータルコンバージョンが実現した。2000年の春には、いくつかの国から開発者が集まり、Silicon Ice Developmentが結成された。彼らの多くはQuake III Engineのゲームの修正に携わっており、それゆえ、Urban Terrorの開発は早く進んだ。
最初のバージョンであるベータ1.0はQuakeCon 2000でリリースされ、Urban Terrorはリアリティとグラフィックの上で、最も完成度が高いModとされた。ベータ1.0は急速に人気を集め、多くのサードパーティ製のマップが利用できるようになった。開発チームが拡大し、2000年後半にはベータ1.27がリリースされた。
ベータ2.0は2001年6月にリリースされ、主にクオリティの点で飛躍的な向上を遂げた。新しいテクスチャや、モデル、武器、サウンド、マップにより、このModは同時期の多くの商用ゲームに引けを取らないレベルとなった。次のメジャーリリースは2001年8月にQuakeCon 2001で発表され、マップをいくつか追加したベータ2.3となった。ベータ2シリーズの最後のリリースは2003年1月に発表され、武器のバランスに関する修正が主であるベータ2.6aとなった。
2003年8月にはベータ3.0のリリースがあり、主にUrban Terrorのグラフィックが修正された。これ以降11か月間、7回以上のアップデートがリリースされ、2004年7月にはついにベータ3.7となった。Quake III Arena向けのUrban Terrorの作業は減速した。これは、Silicon Ice Developmentが、新しい乗り物とゲームプレイを導入したUrban Terror MXを掲げ、Wolfenstein: Enemy Territoryのリリース作業を行っていたためである。この時期、Silicon Ice DevelopmentはFrozenSandに名を改めた。Urban Terror MXはアルファ版に到達することなく、2006年にプロジェクトは打ち切られた。
id Tech 3エンジンのソースコードの公開に伴い、Urban Terrorは合法的にスタンドアローン・ゲームとしてリリースすることができた。Urban Terrorベータ4.0は2007年4月にリリースされ、これにはioquake3プロジェクトのエンジンが使用されている。Urban Terrorはスタンドアローン・ゲームとなった。ベータ4.0は、グラフィックの見直しのほか、新しいマップの追加や、多くの改良やバグフィックスが取り込まれた。Quake III Arenaはもはやプレイに必要ではなくなったため、Urban Terrorの人気はさらに高まった。2007年12月にはUrban Terrorベータ4.1がリリースされ、2011年1月に4.1.1がリリースされた。
2010年12月25日にUrban Terror HDのアルファ0.1のテストが一般にリリースされた。これは新しいエンジンや武器、キャラクタが導入されている。
2012年8月4日にUrban Terror 4.2ベータがリリースされた。
2014年4月中旬に、メインサーバであるwww.urbanterror.infoがハックされた（ゲームバージョンは4.2.018)。メンテナンスのためサイトがオフラインになり、結果として2014年4月終わりごろまでゲームがプレイできない状況が続いた。
Urban Terrorは現在も開発が続けられており、2017年2月5日には4.3.2、2018年6月21日にはジャンプモードなどが搭載された4.3.4がリリースされた。
公式サイトのニュースリリースによると2019年よりSteam版がリリースに向けて開発中である。

## ゲームプレイ
Urban Terrorは、「Hollywood tactical shooter」（ハリウッドの戦術的なシューティング）として、FrozenSandが宣伝している。このゲームは、Quake III Arenaや、Unreal Tournament、Counter-Strikeといったゲームの要素を含んでいるが、以降に挙げるような特徴によって、リアリティをもたらしている。
持ち運べる武器の数とギアには制限がある。ダメージもQuake III Arenaに比べてリアルであり、プレイヤーの身体の部位ごとに判定される。プレイするマップによっては、外の環境がリアルであり、雨や雪といった天候のエフェクトが適用される。天候のエフェクトは、管理者の権限の下、ゲームの変数によってコントロールできる。
Urban Terrorでは超人的なプレイを可能としている。Urban Terrorは、Quake III Arena由来の移動速度を実現しており（いわゆるサークルジャンプ）、これにより空間を非常に速いスピードで移動できる。壁ジャンプ（壁蹴り）やパワースライディングもこの類である。壁ジャンプは、文字通り、壁を蹴ってジャンプすることで、より高く、遠く、そしてより速く移動することである。パワースライディングは、プレイヤーがスライディングする際に、ただちにしゃがむことで、スピードを維持することである。このような特性は、特別に作られたジャンプマップをプレイするためのコミュニティを生み出した。ジャンプマップでは、難易度の高いコースがいくつか連続しており、ゴールに到達することを目的とする。

### ゲームモード
多くのゲームモードが用意されており、Team DeathmatchやCapture the FlagといったFPSの典型的なモードをはじめ、Team SurvivorやFree-for-All（Deathmatch）、Bomb & Defuse、Capture & Hold、Follow the Leaderがある。Urban Terror 4.2では、Last Man Standingや、Freeze Tag、Gun Game、Jump Mode（前述のジャンプマップ用の特別なモード）といった新しいゲームタイプが追加された。
Free for All (FFA)
Free for Allは、自分以外のプレイヤーは敵として撃ち合うモードである。あらかじめ設定された時間が経過するか、設定された人数を倒すとラウンドが終了する。最も点数の高いプレイヤーが勝者となる。倒された場合は、数秒待てば、ランダムな場所にリスポーンされる。
Last Man Standing (LMS)
Last Man Standingでは、FFAと同様にプレイヤー同士で撃ち合うが、最後まで生き残ったプレイヤーが勝者となる。FFAと異なり、一度倒されると、次のラウンドまでは参加することができない（残りのプレイヤーを観戦することはできる）。
Team Deathmatch (TDM)
Team Deathmatchは、プレイヤーが2つのチームに分かれて撃ち合うモードである。あらかじめ設定された時間が経過するか、設定された人数を倒すとラウンドが終了する。点数が高いチームの勝ちとなる。TDMは最もポピュラーなゲームモードである。
ゲームサーバーの設定によっては、friendly fire（フレンドリーファイア）が有効になっている場合がある。この場合は、味方を誤って攻撃してしまう可能性があるため、注意深く撃ち合う必要がある。意図的に味方を倒すことは、team killingとされ、警告または退場となる可能性がある。
Team Survivor (TS)
Team Survivorでは、プレイヤーが2つのチームに分かれて撃ち合い、相手チームを全滅させたチームが勝ちとなる。一度倒されたプレイヤーは、次のラウンドまでは参加することができない。すべてのラウンドが終了した時点で、合計点数の高いチームが勝ちとなる。リーグ戦で採られることの多いモードの1つである。
Freeze Tag (FT)
Freeze Tag（こおり鬼）は、プレイヤーが2つのチームに分かれて撃ち合うが、敵に大きなダメージを与えることで、敵を凍らせることができる。敵を同時に全員凍らせることのできたチームが勝ちとなる。
凍らされたプレイヤーは、しばらく時間が経過すると解けることになるが、味方が包帯をする（バンデージ）ことにより、解かすこともできる。凍ったプレイヤーを盾や土台として使うことができるのも、このモードの特徴である。
Follow the Leader (FTL)
Follow the Leaderは、プレイヤーが2つのチームに分かれ、それぞれのチームでリーダを立てる。リーダーは相手チームの旗を奪いに行く。他のプレイヤーはリーダーを守りつつ、自チームの旗も奪われないように守らなければならない。どちらかのチームが旗に触れた時点で、ラウンドは終了となる。すべてのラウンドが終了した時点で、合計点数の高いチームが勝ちとなる。
Capture and Hold (C&H)
Capture and Holdでは、プレイヤーが2つのチームに分かれ、マップ上にたくさん設置されている旗を、自チームの色に変えていく。旗の色は通常1分ごとにすべてリセットされるため、それまでに、できるだけ多くの旗の色を染めていく必要がある。ラウンド終了時に、点数の高いチームが勝ちとなる。
Capture the Flag (CTF)
Capture the Flagは、プレイヤーが2つのチームに分かれ、相手チームの旗を奪いに行く。旗を奪った後は、自チームのベースまで持ち帰る。このとき、ベースに自チームの旗がないと（敵によって奪われている）、得点が入らず、旗が戻るまで待機しなければならない。この場合、自チームの旗を奪っている敵を倒すことで、旗を落とさせることができる。落とした旗は、再び敵が取りに戻らない限り、触れることで自チームに戻すことができる。
このモードもTSに並んで、リーグ戦で採られることが多い。
Bomb & Defuse (Bomb)
Bomb & Defuseは、プレイヤーが赤と青の2つのチームに分かれるが、赤と青で役割が異なっている。赤チームは、あらかじめ決められた場所に爆弾を仕掛けに行く。青チームはそれを阻止し、仕掛けられた場合は、爆発するまでに止めなければならない。TSと同様に、どちらかのチームが全滅すればラウンドが終了となる。ただし、赤チームに関しては、全滅した場合でも、仕掛けた爆弾が爆発すれば、勝つことができる。
多くの場合、役割を交代するため、2ラウンドが設けられる。
Jump
Jumpモードでは、プレイヤー同士は撃ち合うことができない。このモードでは、サークルジャンプや壁ジャンプ、パワースライディングなどのスキルを用いて、特別に作られたマップを、スタートからゴールまで行き着くことを目的とする。また、時間を計測したり、プレイヤーの現在位置をセーブ／ロードしたりといった、プレイを支援する機能も使用できる。
純粋にこのモードをプレイすることはもちろん、ここで磨いたスキルを別のモードで活用するといった使い方もできる。

### 武器とアイテム
プレイヤーには、主武器、副武器、サイドアーム、グレネードのスロットを1つずつと、3つの汎用的なスロットが用意されている。プレイヤーは最低限サイドアームを1つと、主武器を1つ選択する必要がある。また、常時デフォルトでKa-Barナイフが自動的に装備される。副武器を主武器として装備することも可能であり、また、殺されたプレイヤーが落とした、主武器の武器を拾うことも可能である。
残りの5つスロット（副武器、グレネード、汎用）のうち、3つまではスポーン時に割り当てられている可能性がある。未使用のスロットについては、後でゲーム中に死んだプレイヤーから拾った武器で、埋められることになる。
プレイヤーは、ハンドグレネード2つかスモークグレネード2つのいずれかを選択することができ、また、3つの副武器のうち1つを選ぶことができる。最終的に、汎用的なスロットは、Kevlarベストや武器に装着させるアイテムで埋められることになる。

#### 主武器
メインで使用することになるライフル類は、主武器として装備する。
H&K G36
通称: G36。自動連射が可能なアサルトライフルである。スコープ付きで狙い撃ちができるため、多くのプレイヤーが好んで使う。連射速度は、他のライフルに比べるとそれほど速くない。
Kalashnikov AK-103
通称: AK。自動連射が可能なアサルトライフルである。弾の威力が他の武器に比べて大きいが、発砲時の反動も大きいため、近距離での使用に適している。
ZM LR300 ML
通称: LR。自動連射が可能なアサルトライフルである。連射速度がとても速いため、G36と並んで多くのプレイヤーが好んで使う。
H&K 69
グレネードランチャーであり、射程を2段階で変更できる。グレネードは2～3秒ほどで爆発し、爆風により、付近のプレイヤーを巻き込んで、ダメージを与えることができる。
H&K PSG-1
通称: PSG。スナイパーライフルである。SR8よりもダメージは小さいが、発射の間隔が小さいため、多くのスナイパーが好んで使う。
Remington SR8
通称: SR8。スナイパーライフルである。1発の威力が非常に大きいため、頭や胴を狙うことで、一撃でプレイヤーを即死させることができる。ボルトアクションのため、発射の間隔はPSGよりも大きく、スコープが毎回外れる。
IMI Negev
通称: Negev。いわゆるマシンガンである。ベルトに積まれた大量の弾をリロードなしで高速に連射することができる。かなり重たい銃のため、副武器は同時に装着できない。弾切れ後のリロードにもかなりの時間を要する。
Colt M4A1
通称: M4。自動連射が可能なアサルトライフルである。LRと同様に連射速度がとても速い。発砲に伴う音が大きく、好みが分かれるところである。

#### 副武器
すべての副武器は主武器としても装備できる。
Franchi SPAS-12
通称: SPAS。唯一のショットガンである。近距離で発砲すると、相手に対して広範囲にダメージを与えることができる。1回のリロードのアクションでは、1弾のみリロードされる。
H&K MP5k
通称: MP5。自動連射が可能なサブマシンガンである。短時間で多く発砲できるが、威力はあまり強くなく、ヘッドショットでも、1回で相手を倒すことができない。
H&K UMP45
通称: UMP。自動連射が可能なサブマシンガンである。MP5kと比べて、連射速度はそれほど速くないが、1発ごとのダメージがやや大きくなる。1回の発砲で、3弾を放つSpamモードがある。
Ingram MAC-11
自動連射が可能なサブマシンガンである。連射速度がかなり速いが、威力が小さく、専ら近距離用である。

#### サイドアーム
いわゆるピストルであり、必ず1つ装備しなければならない。
Beretta 92G
通称: Beretta。半自動連射のピストルである。Desert Eagleと比べて、威力は劣るが、弾薬は2倍以上収容できる。
IMI .50 AE Desert Eagle
通称: Desert Eagle、DE。半自動連射のピストルである。収容できる弾数が少ないが、Berettaよりも威力がある。
Glock 18
半自動連射のピストルである。性能的には、BerettaとDesert Eagleの中間である。他のハンドガンと異なり、Burstモードが使用できる。
Colt 1911
半自動連射のピストルである。Desert Eagleに近い威力がある。

#### グレネード
グレネードには2種類が存在する。
HE Grenade
通称: Grenade。爆発してダメージを与えるグレネードである。グレネードを投げてから、2～3秒すると爆発する。爆発時に、自分も含め、近くにいたプレイヤーは、爆風によりダメージを受けるか、場合により即死する。自らが即死（すなわち自爆）した場合は、多くのゲームモードで減点となる。
Smoke Grenade
通称: Smoke。爆発して煙を発生させるグレネードである。プレイヤーには一切のダメージを与えない。煙が立ち込めた場所では、自分も含め、視界がさえぎられる。CTFやBombモードで、戦略的に使用されることが多い。例外的に、Tactical Googlesを装着しているプレイヤーには効果がない。

#### その他の武器
KaBarナイフ
ナイフは初期状態で装備されている。専ら近距離用である。ナイフで直接相手を切りつけるほか、ナイフを相手に投げてダメージを与えることもできる（5本まで）。
靴
靴は初期状態で装備されている。ナイフと同様に専ら近距離用である。相手をタイミング良くキックすることで、相手にダメージを与えることができる。また、十分高いところから落下し、プレイヤーのちょうど真上に着地することで、相手を即死させることができる（Curb stomp）。

#### アイテム
同時に所持できるアイテムの数はスロットの空き状況により、最大1つから3つに変動する。
Kelvarベスト
Kelvarベストは胴を保護し、ダメージを受けた際の出血を防ぐ。注意点として、このベストを着ていると、スタミナの減少が激しくなる。
Kelvarヘルメット
Kelvarヘルメットは頭を保護し、ヘッドショットによる即死を防ぐ。
サイレンサー
サイレンサーは、武器に装着することで、発砲時の音を抑制する。発弾の散らばりを抑える効果もある。ただし、サイレンサーはすべての武器に装着できるとは限らない。
レーザーサイト
レーザーサイトは、武器に装着することで、発弾の散らばりを抑え、より正確に撃つことを可能とする。注意点として、レーザーサイトは射撃方向の壁などに赤い点を映すため、敵に接近を気付かれやすくなる。
メディキット
メディキットを所持していると、負傷した相手に包帯をする（バンデージ）際の効果が大きくなる。すなわち、回復のスピードが上がり、さらに、相手の体力を100%近くまで回復させることができる。また、メディキットを所持していることで、他のプレイヤーから包帯をしてもらった場合でも、自分の体力は100%近くまで回復する。ただしこの場合は、回復のスピードは上がらない。
Tactical Goggles
通称: Tac Goggles。Tactical Gogglesを装着すると、視界が緑の色で統一された上で、プレイヤーやグレネードが白い枠でハイライトされる（緑の色は、黄色などの別の単一色に変更できる）。煙が立ち込めている場所でも、阻害されることなく機能する。注意点として、プレイヤーの服などのチームカラーが、単一色に染められてしまうため、チーム戦では敵・味方の区別が付かなくなる。
予備弾
予備弾は、武器の初期の弾倉を2倍にする。

### ダメージとスタミナ
Urban Terrorにおけるダメージの判定は、プレイヤーの身体を、頭、胴、腕、脚の4つの部位に分離させて行われる。頭と胴へのダメージについては、KevlarベストやKevlarヘルメットのようなゲームアイテムで軽減させることができる。また、受けたダメージについては包帯をする（バンデージ）必要がある。特に、脚を負傷した場合は、包帯をするまでプレイヤーの移動がかなり遅くなる。包帯をしていないと、プレイヤーはそのうち出血により死に至ることになる。プレイヤーはお互いに包帯をし合うことで、各々の体力をいくらか回復することができる。プレイヤーがメディキットアイテムを装着していると、包帯をするスピードがかなり速くなり、また、他のプレイヤーを完全に近い状態まで回復させることができる。メディキットを持っているプレイヤー自身も、他のプレイヤーから完全に近い状態まで回復してもらうことができるが、この場合、包帯をするスピードは速くならない。
スタミナの仕組みも存在し、ジャンプやスプリントによりスタミナが減少する。スタミナの量はプレイヤーの体力に関係している。Kevlarベストを装着するか拾うと、スタミナが大きく減少する。スタミナを最も早く回復させるには、プレイヤーが動かずにその場でしゃがむことであるが、普通の移動であれば少しずつでも回復する。